# 蜂須賀正勝

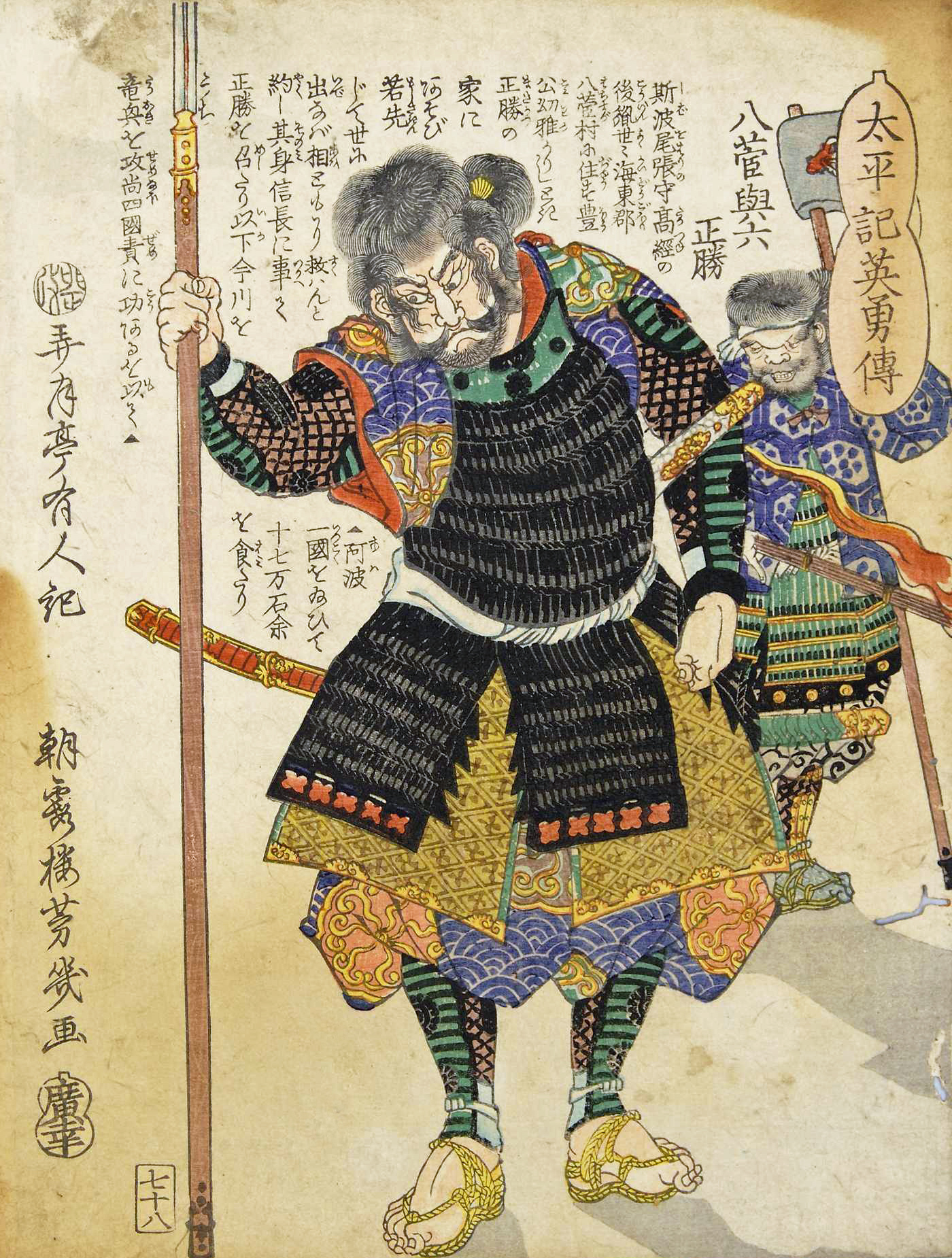
蜂須賀正勝

蜂須賀正勝（1526年－1586年7月8日）是日本戰國時代至安土桃山時代武將。羽柴氏（豐臣氏）家臣。父親是蜂須賀正利。通稱小六和小六郎。後來改名為彥右衛門。官位是從四位下修理大夫。兒子有蜂須賀家政。

## 生平

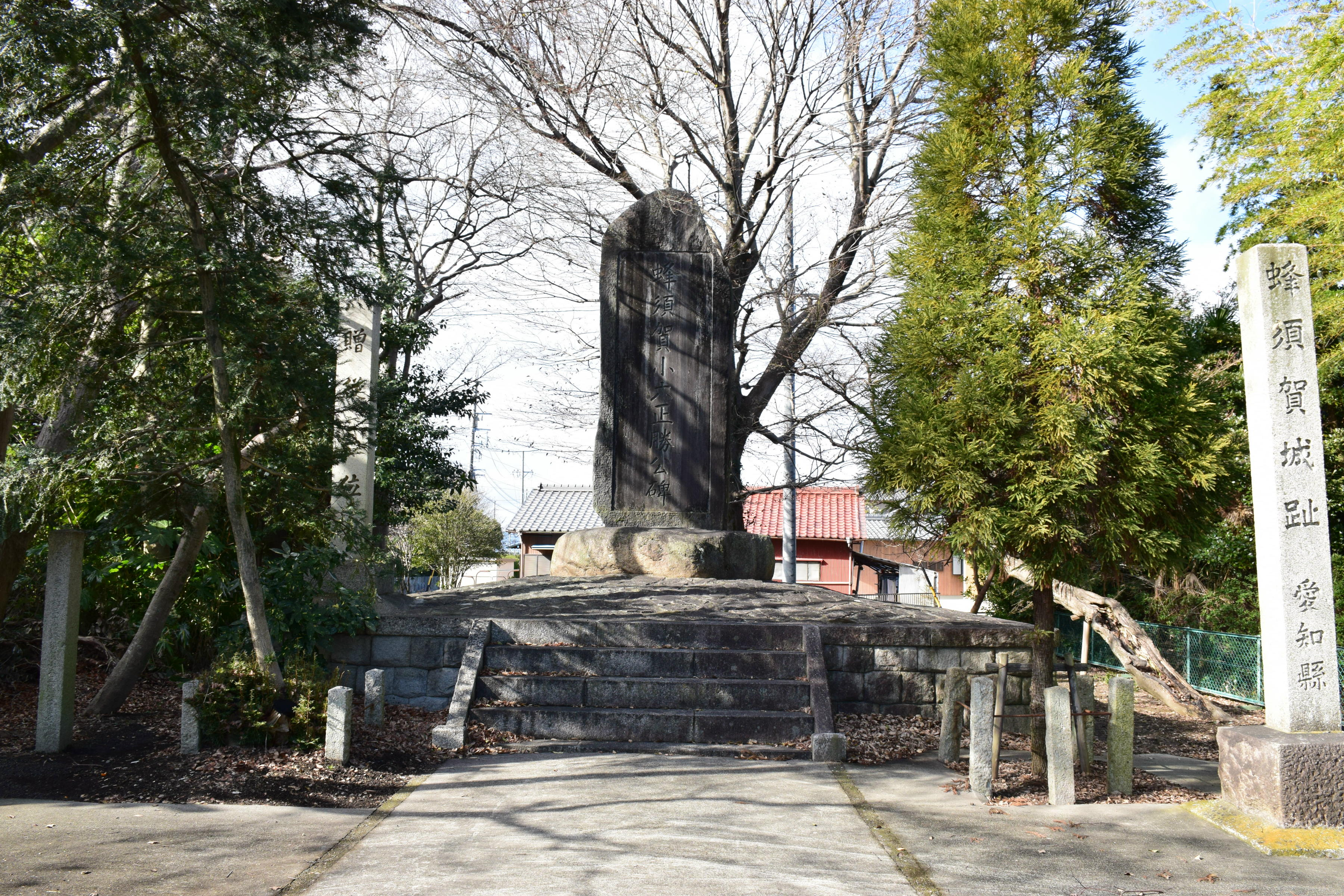
在蜂須賀正勝的出生地（蜂須賀城跡）的「蜂須賀正勝公碑」（愛知縣海部市蜂須賀蓮華寺前）

蜂須賀氏是以尾張國海東郡蜂須賀鄉（現今愛知縣海部市蜂須賀）為根據地的國人領主，正勝在大永6年（1526年）作為蜂須賀正利的長男在蜂須賀城出生。父親死後，移住至母親的故鄉丹羽郡宮後村（現今愛知縣江南市宮後町）。
在年輕時期就率領川並眾在木曾川進行水運業而獲得利益。而且以地理知識和人脈關係來一時間仕於美濃國的齋藤道三、尾張國的岩倉城城主織田信賢、同國的犬山城城主織田信清，但是以獨立勢力的形式存在。還有在講談和『太閤記』中是野盗的頭領。
與豐臣秀吉的相遇有諸種説法，特別是與還是浪人的秀吉在矢矧川的橋上（矢作橋）相遇的逸話相當有名，但是當時的矢矧川上還未有架橋，因此後世創作的可能性相當高。另一説法指秀吉在仕於織田氏以前就仕於正勝，在小和田哲男的《豐臣秀吉》一書中指出，秀吉因為父親木下彌右衛門是蜂須賀正利的部下而仕於正勝。與織田信長的側室生駒吉乃的家族生駒氏有親戚關係，秀吉仕於織田氏是因為被與正勝有親戚關係的吉乃所推薦（《織田家雜錄》）。
永祿9年（1566年），在美濃國與川並眾的前野長康等人一同協助秀吉築起墨俣城（「墨俣一夜城」的逸話是後世創作的可能性相當高），在秀吉成為守備頭領之際以與力的身份行動，向齋藤氏的調略中以嚮導身份活動。之後在進攻越前天筒山城、金崎城、攻略近江横山城、以及進攻長島一向一揆時跟隨秀吉並立下戰功。在天正元年（1573年）淺井氏滅亡後，秀吉成為近江長濱城城主（最初是小谷城城主）時被賜予長濱內的領地。

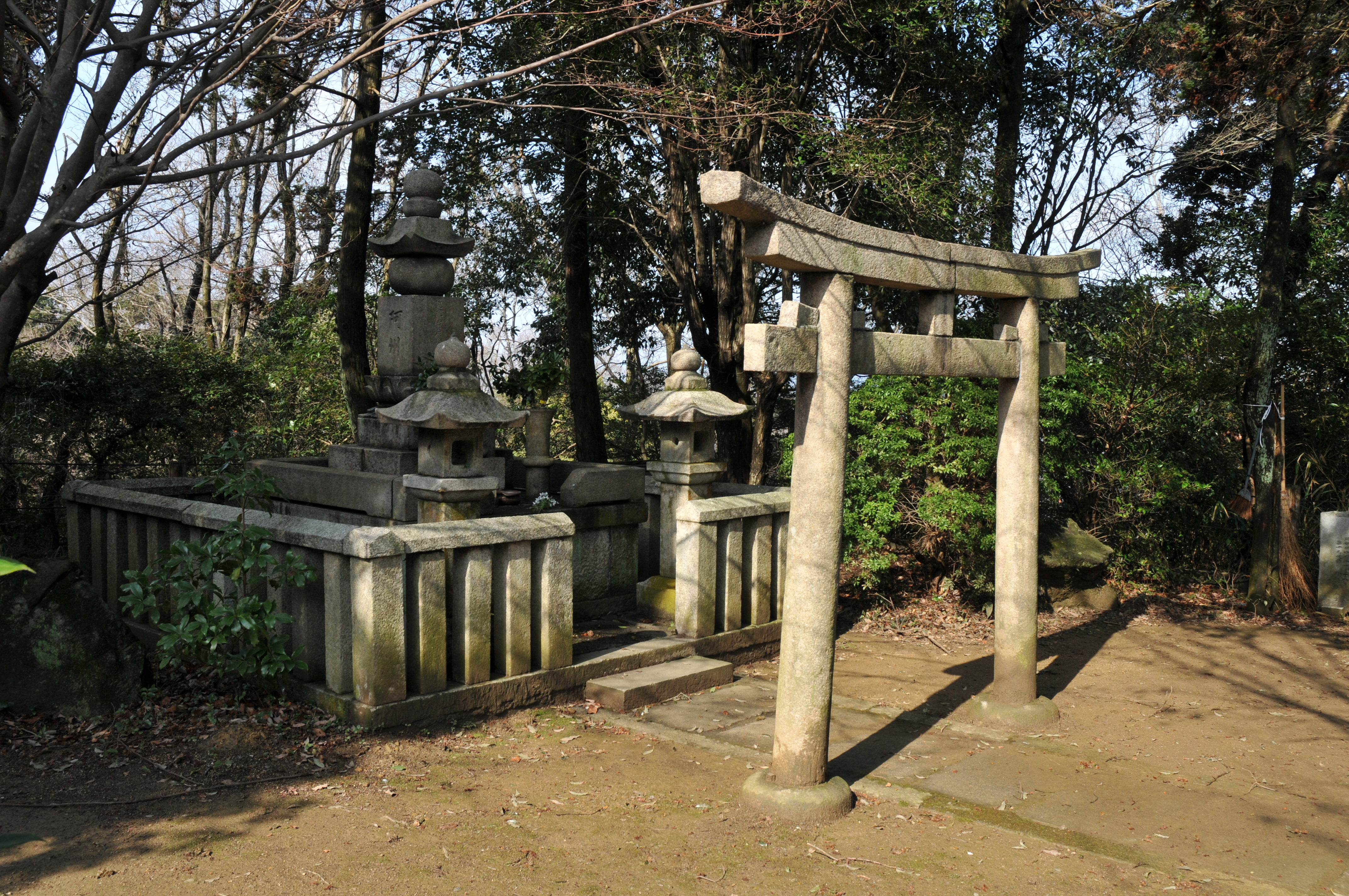
萬年山的蜂須賀正勝墓（德島縣德島市眉山町）

在天正5年（1577年）開始的中國征伐中亦有從軍，於天正7年（1579年）進攻播磨國三木城（三木合戰）、天正9年（1581年）進攻因幡國鳥取城中相當活躍，因為這些功勞而被賜予播磨龍野城5萬3千石。在天正10年（1582年）的本能寺之變之際，正處於攻略備中高松城的白熱化階段期間與黑田孝高一同盡力令高松城開城，間接令中國大返還成功。天正12年（1584年），與德川家康的小牧長久手之戰中與有從軍。
在天正13年（1585年）被朝廷下賜從四位下修理大夫。同年在四國征伐中降服阿波木津城，負責處理四國戰役前後的交渉和領土等問題。秀吉為了向長宗我部元親施加壓力而把阿波一國賜予正勝，不過正勝希望仕於秀吉側近而辭退，於是讓渡給嫡男家政，自己則沒有進入阿波。之後與黑田孝高一同負責與毛利氏溝通，確定了中國地方的國境。
在天正14年5月22日（1586年7月8日）於大坂城外的邸宅中死去。享年61歲。法名是福聚院殿良巖淨張大居士。墓所在德島縣德島市的眉山町以及同市下助任町的大雄山興源寺，出身地愛知縣海部市蜂須賀的池鈴山蓮華寺亦有與家政的共同墓碑。

## 人物
- 作為秀吉的心腹，在大多數秀吉的合戰中都有参加，作為槍兵亦很活躍，以参謀的角色來處理民政和調略亦能發揮才能。在向宇喜多直家和安宅清康的誘降工作、以及中國征伐對毛利的戰鬥中亦輔助秀吉。作為秀吉的謀臣，正勝亦與後來仕於秀吉並有「兩兵衛」之稱的竹中重治、在更後期被重用的黑田孝高齊名。

## 登場作品
小說
- 蜂須賀小六（光文社、戶部新十郎（日语：戸部新十郎）著）

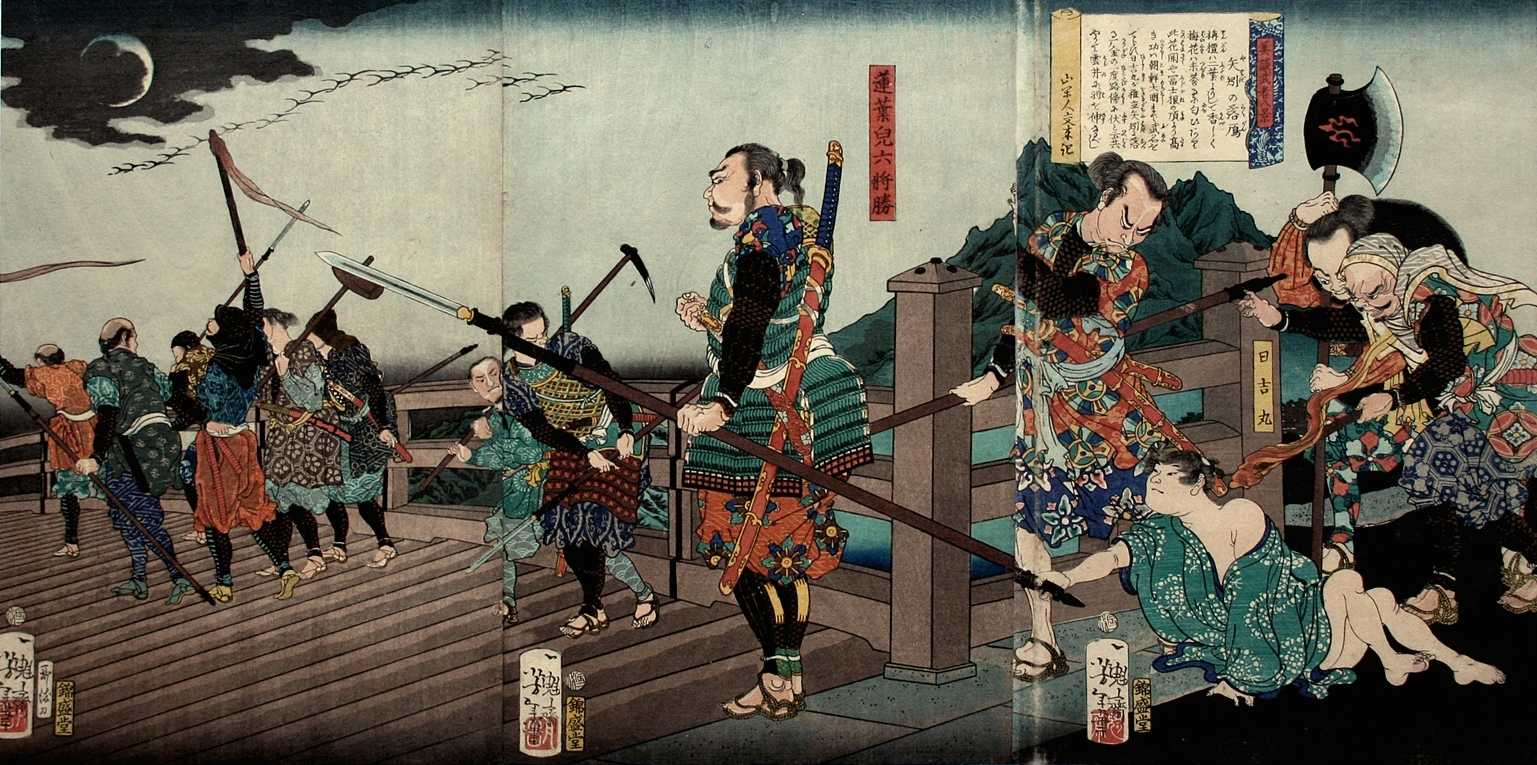
月岡芳年 『美談武者八景　矢矧の落雁』
矢矧橋上蜂須賀小六（畫上的蓮葉皃六將勝）與日吉丸（少年豐臣秀吉）相遇的大判浮世繪武者繪。明治元年（1868年）刊登。

- 樓岸夢一定　蜂須賀小六（講談社、佐藤雅美（日语：佐藤雅美）著）
- 蜂須賀小六 支撐秀吉天下的男人（PHP研究所、濱野卓也（日语：浜野卓也）著）
- 蜂須賀小六正勝（學研、星亮一（日语：星亮一）著）
- 蜂須賀小六 並非野盗（學研、大栗丹後（日语：大栗丹後）著）
- 卍曼陀羅（風媒社、倉橋寛（日语：倉橋寛）著）

影視劇
- 太閤記 藤吉郎出世飛躍之卷（日语：太閤記 藤吉郎出世飛躍の巻）（1936年、新興、演：荒木忍）
- 出世太閤記（1938年、日活、演：東明二郎）
- 太閤記（1958年、松竹、演：近衛十四郎）
- 新書太閤記（日语：新書太閤記#テレビドラマ）（1959年、MBS、演：堀政夫）
- 風雲兒 織田信長（日语：風雲児 織田信長）（1959年、東映、演：戶上城太郎（日语：戸上城太郎））
- 敵在本能寺（1960年、松竹、演：山路義人）
- 戰國野郎（1963年、東寶、演：長谷川弘）
- 德川家康（1964年、NET、演：田崎潤）
- 大話太閤記（日语：ホラ吹き太閤記）（1964年、東寶、演：東野英治郎）
- 太閤記（日语：太閤記 (NHK大河ドラマ)）（1965年、NHK大河劇、演：山茶花究）
- 青春太閤記（日语：青春太閤記 いまにみておれ!）（1970年、NTV、演：犬塚弘）
- 國盜物語（日语：国盗り物語 (NHK大河ドラマ)）（1973年、NHK大河劇、演：山田吾一）
- 新書太閤記（日语：新書太閤記#新書太閤記（NETテレビ））（1973年、NET、演：哈納肇（日语：ハナ肇））
- 黃金的日子（日语：黄金の日日）（1978年、NHK大河劇、演：室田日出男）
- 女太閤記（1981年、NHK大河劇、演：前田吟）
- 德川家康（1983年、NHK大河劇、演：中井啓輔）
- 太閤記（日语：太閤記 (1987年のテレビドラマ)）（1987年、TBS、演：門脇貞男）
- 春日局（1989年、NHK大河劇、演：久遠利三）
- 獲取天下的男人 豐臣秀吉（日语：天下を獲った男 豊臣秀吉）（1993年、TBS、本田博太郎（日语：本田博太郎））
- 織田信長（日语：織田信長 (1994年のテレビドラマ)）（1994年、TX、演：葛茲石松（日语：ガッツ石松））
- 豐臣秀吉 獲取天下！（日语：豊臣秀吉 天下を獲る!）（1995年、TX、演：市川左團次（日语：市川左團次 (4代目)））
- 秀吉（1996年、NHK大河劇、演：大仁田厚）
- 家康最恐懼的男人 真田幸村（日语：家康が最も恐れた男 真田幸村）（1998年、TX、演：中田博久）
- 利家與松（2002年、NHK大河劇）
- 太閤記 被喚為猴子的男人（日语：太閤記 サルと呼ばれた男）（2003年、CX、演：松重豐）
- 戰國自衛隊1549（2005年、東寶、演：宅麻伸）
- 太閤記 獲取天下的男人・秀吉（日语：太閤記〜天下を獲った男・秀吉）（2006年、EX、演：的場浩司）
- 功名十字路（2006年、NHK大河劇、演：高山善廣）
- 明智光秀 不被神眷顧的男人（日语：明智光秀〜神に愛されなかった男〜）（2007年、CX、演：高杉亘）
- 敵在本能寺（2007年、EX、演：中西良太）
- 寧寧：女太閤記（2009年、TX、演：梨本謙次郎）
- 戰國疾風傳 二人軍師（日语：戦国疾風伝 二人の軍師 秀吉に天下を獲らせた男たち）（2011年、TX、演：北見敏之）
- 女信長（2013年、CX、演：金井勇太）
- 軍師官兵衛 （2014年、NHK大河劇、演：瀧正則（日语：ピエール瀧））
- 信長協奏曲（2014年、CX、演：勝矢）
- 處世質實剛健（2017年、Mable、演：古山憲太郎）

漫畫
- 織田信長與秀吉・小六－戰國猴戲（講談社、山崎十三・久保田千太郎（日语：久保田千太郎）作、園田光慶（日语：園田光慶）畫）
- 戰國毒饅頭 Hanbee（日语：戦国毒饅頭ハンベエ）（GANGAN ONLINE、江茂達樹（日语：江茂タツキ）作）

遊戲
- 仁王2 （光榮）

## 参阅
- 蜂須賀氏